# دول الكومنولث
دول الكومنولث، المعروفة عمومًا باسم الكومنولث، هو اتحاد سياسي يضم 56 دولة عضو كانت جميعها تقريبًا أقاليم سابقة للإمبراطورية البريطانية. تتمثل المؤسسات الرئيسية للمنظمة بأمانة الكومنولث، والتي تركز على الجوانب الحكومية الدولية، ومؤسسة الكومنولث، التي تركز على العلاقات غير الحكومية بين الدول الأعضاء.
يعود تاريخ الكومنولث إلى النصف الأول من القرن العشرين عند إنهاء استعمار الإمبراطورية البريطانية من خلال زيادة الحكم الذاتي لأراضيها. تأسس في الأصل باسم الكومنولث البريطاني من خلال إعلان بلفور في المؤتمر الإمبراطوري في عام 1926؛ وأضفت عليه المملكة المتحدة الطابع الرسمي من خلال تشريع وستمنستر لعام 1931. تشكل الكومنولث الحالي رسميًا بموجب إعلان لندن في عام 1949، والذي أدى إلى تحديث المجتمع وجعل الدول الأعضاء «حرة ومتساوية».
يترأس الكومنولث الملك تشارلز منذ 8 سبتمبر 2022، خلفًا لوالدته الملكة إليزابيث الثانية. عين اجتماع رؤساء حكومات الكومنولث لعام 2018 تشارلز أميرًا لويلز ليكون الخليفة المعين لها، وذلك على الرغم من عدم انتقال المنصب بالوراثة. يعد تشارلز الثالث رئيس المجموعة المكونة من 16 دولة عضو، والمعروفة باسم عوالم الكومنولث، وذلك بالإضافة إلى 33 دولة من الأعضاء الجمهوريين وامتلاك خمس دول أعضاء آخرين ملوكًا مختلفة.
لا تملك الدول الأعضاء التزامات قانونية تجاه بعضها البعض، ولكنها مرتبطة من خلال استخدامها للغة الإنجليزية والروابط التاريخية. تُكرَّس قيمهم المشتركة المعلنة للديمقراطية وحقوق الإنسان وسيادة القانون في ميثاق الكومنولث، وعززتها دورة ألعاب الكومنولث التي تقام كل أربع سنوات.

## سياسة

### الأهداف والأنشطة
حُدِّدت أهداف الكومنولث لأول مرة في إعلان سنغافورة لعام 1971، والذي ألزم الكومنولث بإرساء السلام العالمي، وتعزيز الديمقراطية التمثيلية والحرية الفردية، والسعي لتحقيق المساواة ومعارضة العنصرية، ومحاربة الفقر والجهل والمرض والتجارة الحرة. أُضيف إلى ذلك أيضًا معارضة التمييز على أساس الجنس في إعلان لوساكا لعام 1979، والاستدامة البيئية في إعلان لانكاوي لعام 1989. عُزِّزت هذه الأهداف من خلال إعلان هراري في عام 1991.
تتمثل أهداف الكومنولث الحالية ذات الأولوية القصوى في تعزيز الديمقراطية والتنمية، على النحو المبين في إعلان آسو روك لعام 2003، واللذان نتجا عن إعلاني سنغافورة وهراري وأوضحا اختصاصاتهما: «نحن ملتزمون بالديمقراطية، والحكم الرشيد، وحقوق الإنسان، والمساواة بين الجنسين، ومشاركة أكثر إنصافًا لفوائد العولمة». يُظهر موقع الكومنولث على الإنترنت مجالات عمله وهي: الديمقراطية، والاقتصاد، والتعليم، والجنس، والحكم، وحقوق الإنسان، والقانون، والدول الصغيرة، والرياضة، والاستدامة، والشباب.
تدعم حكومات الكومنولث برنامج الكومنولث للشباب من خلال صندوق طوعي منفصل، وهو قسم من الأمانة العامة ذو مكاتب في غولو (أوغندا)، ولوساكا (زامبيا)، وشانديغار (الهند)، وجورج تاون (غيانا) وهونيارا (جزر سليمان).

### كفاءة
اتُّهِم الكومنولث في السنوات الأخيرة بعدم التحدث بما يكفي عن قيمه الأساسية. نُشرت مزاعم بشأن مذكرة مُسربة من الأمين العام تطلب من الموظفين عدم التحدث علانية عن حقوق الإنسان في أكتوبر عام 2010.
نظر اجتماع رؤساء حكومات الكومنولث لعام 2011 في تقرير صادر عن فريق الكومنولث للشخصيات البارزة الذي أكد أن المنظمة قد فقدت أهميتها، وأنها تتلاشى بسبب عدم وجود آلية للرقابة على الدول الأعضاء عند انتهاكها لحقوق الإنسان أو قواعد الديمقراطية. قدمت اللجنة 106 توصيات «عاجلة»، بما في ذلك اعتماد ميثاق الكومنولث، وإحضار مفوض جديد لسيادة القانون والديمقراطية وحقوق الإنسان لتتبع الانتهاكات المستمرة لحقوق الإنسان ومزاعم القمع السياسي من قبل الدول الأعضاء في الكومنولث؛ وتوصيات لإلغاء القوانين ضد المثلية الجنسية في 41 ولاية من دول الكومنولث وحظر الزواج القسري.
وُصِف الإخفاق في إصدار التقرير، أو قبول توصياته للإصلاحات في مجال حقوق الإنسان والديمقراطية وسيادة القانون، بأنه «وصمة عار» من قبل وزير الخارجية البريطاني السابق مالكولم ريفكيند، وهو عضو في فريق الكومنولث للشخصيات البارزة، والذي قال في مؤتمر صحفي: «يواجه الكومنولث مشكلة كبيرة للغاية. إنها ليست مشكلة عداوة، بل هي مشكلة عدم مبالاة. يشكل هدفه وأهميته موضع تساؤل، ويعود ذلك في جزء منه إلى أن التزامه في فرض القيم التي يمثلها أصبح غامضًا في نظر العديد من الدول الأعضاء. إن الكومنولث ليس ناديًا خاصًا للحكومات أو الأمانة العامة، بل هو ملك لشعب الكومنولث».
أُحيل ثلثي الإصلاحات الموصى بها التي قدمها فريق الكومنولث للشخصيات البارزة البالغ عددها 106 بشكل عاجل في النهاية إلى مجموعات الدراسة؛ وهو عمل وصفه أحد أعضاء الفريق بأنه «دفعهم إلى الرد على هذه المشكلة بفعل شيء ما للتأكد من نسيانها بدلًا من محاولة حلها». لم يكن هناك اتفاق على إنشاء المنصب الموصى به لمفوض حقوق الإنسان، ومنح مجموعة إدارية وزارية سلطة الإنفاذ بدلًا من ذلك، وتضم المجموعة منتهكي حقوق الإنسان المزعومين. اتُّفِق على تطوير ميثاق قيم للكومنولث دون أي قرار بشأن كيفية إنفاذ الامتثال لمبادئه.
أدى العمل إلى توقيع الملكة إليزابيث على ميثاق جديد للكومنولث في 11 مارس عام 2013 في مارلبورو هاوس؛ والذي يعارض «جميع أشكال التمييز، سواء كانت متأصلة في الجنس، أو العرق، أو اللون، أو العقيدة، أو المعتقد السياسي أو أي أسس أخرى».

## عائلة الكومنولث

### مؤسسة الكومنولث
مؤسسة الكومنولث هي منظمة حكومية دولية، تدعمها حكومات الكومنولث وترسل التقارير لها، وتسترشد بقيم وأولويات الكومنولث. يتمثل تفويضها في تعزيز المجتمع المدني في تحقيق أولويات الكومنولث التي تتجسد في الديمقراطية والحكم الرشيد، واحترام حقوق الإنسان والمساواة بين الجنسين، والقضاء على الفقر، والتنمية المستدامة التي تركز على الناس، وتعزيز الفنون والثقافة.
أسس رؤساء الحكومات المؤسسة في عام 1965. يُعد القبول مفتوحًا لجميع أعضاء الكومنولث، وبلغ عدد الدول الأعضاء 46 من أصل 53 دولة في ديسمبر عام 2008. مُنِحت العضوية المنتسبة، والتي تُعد مفتوحة للدول المنتسبة أو الأقاليم الخارجية للحكومات الأعضاء، لجبل طارق. شهد عام 2005 احتفالات بالذكرى الأربعين لتأسيس المؤسسة. يقع المقر الرئيسي للمؤسسة في مارلبورو هاوس في بال مول بلندن. يوجد اتصال وتعاون منتظمين بين الأمانة العامة والمؤسسة. تستمر المؤسسة في خدمة الأهداف العامة التي تأسست من أجلها كما هو مكتوب في مذكرة التفاهم.

### ألعاب الكومنولث
تقام دورة ألعاب الكومنولث، وهي حدث متعدد الرياضات، كل أربع سنوات. أقيمت دورة ألعاب الكومنولث لعام 2014 في غلاسكو باسكتلندا، وألعاب الكومنولث لعام 2018 في غولد كوست بأستراليا. كان من المقرر أن تستضيف برمنغهام ألعاب الكومنولث لعام 2022. تشمل الألعاب الرياضات المشهورة بشكل خاص في الكومنولث، مثل البولينغ وكرة الشبكة وسباعيات الرغبي بالإضافة إلى التخصصات الرياضية المعتادة، كما هو الحال في الألعاب الأولمبية الصيفية. بدأت الألعاب في عام 1930 باسم ألعاب الإمبراطورية، وتأسست على النموذج الأولمبي للهواة، ولكنها صُمِّمت عمدًا لتصبح «ألعاب ودية» بهدف تعزيز العلاقات بين دول الكومنولث والاحتفال بالرياضة والإرث الثقافي المشتركة بينهما.
تُعد الألعاب النشاط الأكثر وضوحًا للكومنولث، ويزداد الاهتمام بعمل الكومنولث بشكل كبير عند إقامة الألعاب. هناك جدل حول ما إذا كانت الألعاب، والرياضة بشكل عام، يجب أن تشارك في الاهتمامات السياسية الأوسع للكومنولث. وُقِّعت اتفاقية غلين إيغلز لعام 1977 لإلزام دول الكومنولث بمكافحة الفصل العنصري من خلال تثبيط الاتصال الرياضي مع جنوب إفريقيا (التي لم تكن عضوًا في ذلك الوقت)؛ بينما قاطعت معظم الدول الإفريقية والآسيوية والكاريبية ألعاب عام 1986 لفشل الدول الأخرى في تطبيق اتفاقية غلين إيغلز.

## رابطة الكومنولث
تدعم المملكة المتحدة عمل رابطة الكومنولث في الترويج للديمقراطية وحكم القانون والحكم الصالح وحقوق الإنسان، إلى جانب عمل الرابطة المتعلق بالجوانب الاقتصادية وبالتطوير. المملكة المتحدة هي واحدة من52 دولة ذات سيادة ومستقلة أعضاء في رابطة الكومنولث، ومن أكبر المساهمين فيها. بلغت مساهمات وزارة الخارجية المباشرة (الاشتراكات) في سكرتارية الكومنولث ومؤسسة الكومنولث، والمكتب المشترك للدول الصغرى (في نيويورك) 4,269,862 جنيه إسترليني. كما تساهم وزارات أخرى (التنمية الدولية والتجارة والصناعة)، بما في ذلك في هيئة التعليم في الكومنولث التي مقرها في فانكوفر (كندا). وتؤلف كل من السكرتارية والمؤسسة والهيئة الأذرع «الرسمية» لرابطة الكومنولث. كما أن المملكة المتحدة تساند بنشاط الجهات «غير الرسمية» في الكومنولث. وهناك العديد من الهيئات غير الحكومية في الكومنولث (جماعات المجتمع المدني) مقرها في المملكة المتحدة.
تضم رابطة الكومنولث الحديثة حوالي ثلث دول العالم، ويصل تعداد شعوب هذه الدول مجتمعة إلى 1.7 مليار نسمة يشكلون ربع سكان العالم. وتمثل دول الكومنولث الـ 53 بعضا من أغنى دول العالم، وبعضا من أفقرها أيضا، وكذلك بعضها من أكبر دول العالم مساحة وبعضها من أصغرها. 34 دولة من بين 53 دولة عضو في الكومنولث تصنف على أنها دول صغيرة (أغلبها دول جزر تعداد سكانها 1.5 مليون نسمة أو أقل).

## يوم الكومنولث 2004
كان موضوع يوم الكومنولث لعام 2004 هو «بناء كومنولث ينعم بالحرية». وقد احتفلت الشعوب من جميع أنحاء العالم بهذا اليوم في 8 مارس (آذار) للتعبير عن مباديء الحرية والديمقراطية والتنمية التي تمثلها دول الكومنولث. ومن بين أكبر النشاطات التي تم تنظيمها بهذه المناسبة كان «صلاة يوم الكومنولث» السنوية التي تضم جميع الأديان والتي جرت في كنيسة ويستمنستر وحضرتها جلالة الملكة وتم بثها على الهواء مباشرة على الشبكة العالمية التابعة لهيئة الإذاعة البريطانية (بي بي سي وورلد سرفيس).

## ما هي «الكومنولث» وما الذي تمثله؟
إعلان سنغافورة حول مبادئ الكومنولث الصادر سنة 1971 يصف الكومنولث على أنها «رابطة تطوعية تضم دولا مستقلة تتشاور وتتعاون فيما يتعلق بالمصالح المشتركة لشعوبها والترويج للتفاهم على الصعيد الدولي والسلام العالمي.»
وتستطيع دول الكومنولث، بالاستعانة بتراثها المشترك من اللغة والثقافة والقانون والتعليم (الذي تركته الإمبراطورية البريطانية كإرث في هذه الدول)، أن تعمل معا في بيئة يعمها التفاهم والثقة. والصفة المميزة لنشاطات الكومنولث هي المزيج ما بين «الرسمي» (الحكومي) و«غير الرسمي» (جماعات وهيئات المجتمع المدني). وخلافا لهيئة الأمم، ليس لرابطة الكومنولث ميثاق. فهي ليست رابطة تحكمها القوانين، بل أن الدول الأعضاء فيها يوقعون على عدد من الإعلانات أو القرارات التي توثق المقاييس والمبادئ المشتركة. أهم هذه الإعلانات «إعلان سنغافورة» لسنة 1971 و«إعلان هيراري للكومنولث» لسنة 1991. كان إعلان هيراري اتفاقية هامة أكدت على ما تؤمن به رابطة الكومنولث: الترويج للديمقراطية والحكم الصالح، واحترام حقوق الإنسان وحكم القانون، وتنمية اقتصادية واجتماعية مستمرة.

## تاريخ ألعاب الكومنولث
ما زالت ألعاب الكومنولث تعكس روح الصداقة التي تبنت هذه الألعاب منذ أكثر من 100 عام مضى. ففي سنة 1891 اقترح القسيس آستلي كوبر إقامة مهرجان «يعزز الروابط بين الأمم التابعة للإمبراطورية». ومنذ ذلك الحين، تم توارث عناصر هامة من الوحدة والصداقة والنية الحسنة عبر العقود. جرت أول ألعاب عرفت حينذاك باسم «ألعاب الإمبراطورية البريطانية» سنة 1930 بتحفيز من مواطن كندي، هو بوبي روبنسون، واستضافتها مدينة هاميلتون الكندية. وقد شاركت بها إحدى عشر دولة و450 لاعب تنافسوا في ست ألعاب رياضية. وعمل منظمو دورة الألعاب الأولى على توثيق مبدأ أن تكون هذه الألعاب «أكثر متعة وأقل صرامة، وأن يحل فيها الحافز لمغامرات جديدة محل الضغط الذي يشكله التنافس الدولي».
منذ ذلك الحين، أصبحت ألعاب الكومنولث، مثلما أصبح يطلق عليها، حدثا كبيرا في تقويم الرياضة العالمية. تجرى هذه الألعاب كل أربع سنوات، وهي مفتوحة لمشاركة المتنافسين الهواة من جميع دول الكومنولث. وتسعى هذه الألعاب لأن تكون مختلفة عن الألعاب الأولمبية بكونها منافسة بين الأفراد وليس بين الدول. تتضمن هذه الألعاب دائما الألعاب الرياضية والسباحة، وتختار الدولة المضيفة ثمانية ألعاب أخرى على الأقل من بين: الرماية بالقوس، وتنس الريشة، وإصابة الكُرات، والملاكمة، وسباق الكانو، وسباق الدراجات الهوائية، والمبارزة، والرياضات البدنية، والجودو، والتجديف، والرماية، والاسكواش، وتنس الطاولة، والتنس الأرضي، والبولينغ، والترايثلون (السباق الثلاثي)، ورفع الأثقال، المصارعةعلاوة، وسباق القوارب. كما تختار الدولة المضيفة لعبة واحدة أو أكثر من الألعاب الجماعية.
يرمز لافتتاح هذه الألعاب برفع علم ألعاب الكومنولث، والذي يبقى مرفرفا ليل نهار طوال فترة الألعاب إلى أن يتم إنزاله في حفل الختام. ومن ثم يتم تسليم العلم لكبير مواطني المدينة المضيفة التالية ليحفظه؛ وبعد أربع سنوات يتم تسليمه لكبير مواطني المدينة المضيفة التي تلي ذلك.

## الدول الأعضاء
| م  | الدولة                  | تاريخ الانضمام |
| -- | ----------------------- | -------------- |
| 01 | أنتيغوا و باربودا       | 1981           |
| 02 | أستراليا                | 1931           |
| 03 | باهاماس                 | 1973           |
| 04 | بنغلاديش                | 1972           |
| 05 | باربادوس                | 1966           |
| 06 | بليز                    | 1981           |
| 07 | بوتسوانا                | 1966           |
| 08 | بروناي                  | 1984           |
| 09 | كندا                    | 1931           |
| 10 | قبرص                    | 1961           |
| 11 | دومينيكا                | 1978           |
| 12 | فيجي                    | 1970           |
| 13 | غانا                    | 1957           |
| 14 | غرينادا                 | 1966           |
| 15 | جامايكا                 | 1962           |
| 16 | كينيا                   | 1963           |
| 17 | كيريباتي                | 1979           |
| 18 | ليسوتو                  | 1966           |
| 19 | مالاوي                  | 1964           |
| 20 | ماليزيا                 | 1957           |
| 21 | مالطا                   | 1964           |
| 22 | موريشيوس                | 1968           |
| 23 | موزمبيق                 | 1995           |
| 24 | ناميبيا                 | 1990           |
| 25 | ناورو                   | 1968           |
| 26 | نيوزيلندا               | 1931           |
| 27 | نيجيريا                 | 1960           |
| 28 | باكستان                 | 1947           |
| 29 | بابوا غينيا الجديدة     | 1975           |
| 30 | سانت كيتس ونيفيس        | 1983           |
| 31 | سانت لوسيا              | 1979           |
| 32 | سانت فينسنت والغرينادين | 1979           |
| 33 | ساموا                   | 1970           |
| 34 | سيشل                    | 1976           |
| 35 | سيراليون                | 1961           |
| 36 | سنغافورة                | 1965           |
| 37 | جزر سليمان              | 1978           |
| 38 | جنوب إفريقيا            | 1931           |
| 39 | سريلانكا                | 1948           |
| 40 | إسواتيني                | 1968           |
| 41 | زامبيا                  | 1964           |
| 42 | تانزانيا                | 1961           |
| 43 | تونغا                   | 1970           |
| 44 | ترينيداد وتوباغو        | 1962           |
| 45 | توفالو                  | 1978           |
| 46 | أوغندا                  | 1962           |
| 47 | المملكة المتحدة         | 1931           |
| 48 | فانواتو                 | 1980           |
| 49 | الهند                   | 1947           |
| 50 | الغابون                 | 2022           |
| 51 | توغو                    | 2022           |